# Кен Геммонд
Кен Геммонд (англ. Ken Hammond, нар. 22 серпня 1963, Порт Кредіт) — канадський хокеїст, що грав на позиції захисника.

## Ігрова кар'єра
Професійну хокейну кар'єру розпочав 1985 року.
1983 року був обраний на драфті НХЛ під 147-м загальним номером командою «Лос-Анджелес Кінгс».
Протягом професійної клубної ігрової кар'єри, що тривала 12 років, захищав кольори команд «Лос-Анджелес Кінгс», «Едмонтон Ойлерс», «Нью-Йорк Рейнджерс», «Торонто Мейпл-Ліфс», «Бостон Брюїнс», «Сан-Хосе Шаркс», «Ванкувер Канакс» та «Оттава Сенаторс».